# Andrea Guardini
Andrea Guardini (født 12. juni 1989) er en tidligere italiensk cykelrytter. I 2014-udgaven af Post Danmark Rundt vandt Guardini to etaper, men det er primært i etapeløbet Tour de Langkawi, at han har hentet sine mange sejre. Han er således indehaveren af rekorden for flest etapesejre i det løb.
I 2012 lykkedes det ham dog at besejre Mark Cavendish i en direkte duel under Giro d'Italia 2012, hvilket indtil videre er hans hidtil eneste sejr i en Grand Tour. Det skete mens han kørte for det lille italienske hold, Farnese Vini-Neri Sottoli. Sæsonen efter var han skiftet til Astana Pro Team

## Sejre

### 2011
5 etapesejre i Tour de Langkawi
1 etapesejr i Tour of Qatar
2 etapesejre i Tyrkiet Rundt
1 etapesejr i Volta ao Portugal
1 etapesejr i Tour of Slovenia
1 etapesejr i Giro di Padania

### 2012
6 etapesejre i Tour de Langkawi
2 etapesejre i Tour of Qinghai Lake
1 etapesejr i Giro d'Italia
.

### 2013
1 etapesejr i Tour de Langkawi
4 i GP Scheldeprijs

### 2014
2 etapesejre i Tour de Langkawi
2 etapesejre i Post Danmark Rundt
1 etapesejr i Eneco Tour

### 2015
1 etapesejr i Tour of Oman
4 etapesejre i Tour de Langkawi
1 etapesejr i World Ports Classic
Nr. 2 i Tour de Picardie
1 etapesejr i Tour de Picardie